# Kanton La Celle-Saint-Cloud
Der Kanton La Celle-Saint-Cloud war von 1964 bis 2015 ein französischer Wahlkreis im Arrondissement Saint-Germain-en-Laye, im Département Yvelines und in der Region Île-de-France; sein Hauptort war La Celle-Saint-Cloud.

## Gemeinden
Der Kanton umfasste zwei Gemeinden:
| Gemeinde             | Einwohner Jahr | Fläche km² | Bevölkerungsdichte | Code INSEE | Postleitzahl |
| -------------------- | -------------- | ---------- | ------------------ | ---------- | ------------ |
| Bougival             | 8.729 (2013)   | 2,76       | 3163 Einw./km²     | 78092      | 78380        |
| La Celle-Saint-Cloud | 21.264 (2013)  | 5,82       | 3654 Einw./km²     | 78126      | 78170        |